# Bruno Sattler
Pour les articles homonymes, voir Sattler.
Bruno Sattler (17 avril 1898 à Schmargendorf - 15 octobre 1972 à Leipzig) est un sturmbannführer du Troisième Reich.

## Biographie
Bruno Sattler naît à Schmargendorf, près de Berlin. Il sert durant la première Guerre mondiale et obtient son diplôme d'études secondaires en 1919. Il commence par la suite des études en économie et en botanique. En 1920, Sattler rejoint la  Brigade Ehrhardt et prend part au putsch de Kapp. Après la mort de son père en 1922, la fortune de sa famille se dissout assez vite. On ignore cependant quand il a abandonné ses études et commencé à travailler chez Wertheim.